# Gömböc

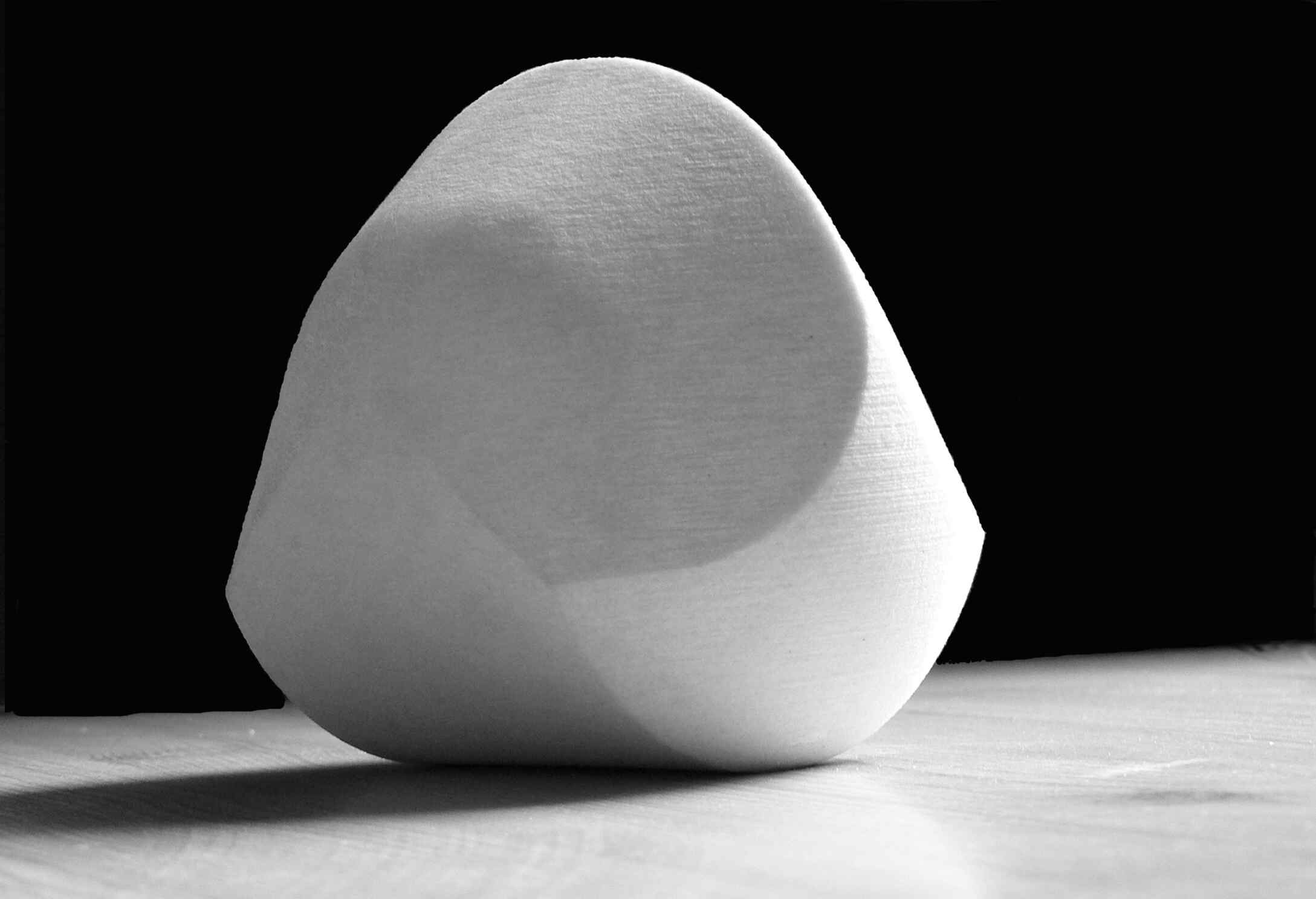
Gömböc

En gömböc (uttal: gömböts) är en konvex mono-monostatisk kropp med homogen densitet.
En mono-monostatisk kropp har endast en stabil samt en labil jämviktspunkt när den vilar på en plan yta. Ett exempel är en sfär med en tyngd längs dess yta, så att tyngden alltid söker sig till sin lägsta punkt. En sådan sfär har även en och endast en labil jämviktspunkt (när tyngden är i dess toppläge) och är således en mono-monostatisk kropp. Det som gör en gömböc så speciell är att den även har jämn densitet och bara konvexa ytor.
Ett djur i naturen som kommer nära dessa egenskaper, och vars form har en slående likhet med en gömböc, är stjärnsköldpaddan. Formen är konstruerad av två matematiker från Budapest, Péter Várkonyi och doktor Gábor Domokos. 
Matematikerna fick inspiration av en teddybjörn som alltid välter tillbaka till sin stabila punkt; just så är det med gömböc.

## Ursprung
Dess existens antogs av matematikern Vladimir Arnold 1995 och inledningsvis var många matematiker skeptiska till gömböcfigurens existens. Anledningen var den att en geometrisk figur med bara konvexa sidor form inte kan ha endast två jämviktslägen i två dimensioner. En ellips, till exempel, har två stycken stabila jämviktslägen på dess "långa sidor" (en på varje sida), och två stycken labila på dess "korta sidor". Genom att titta närmare på andra figurer i två dimensioner, till exempel en kvadrat eller polygon med n antal sidor (där det visade sig att det finns n stabila jämviktspunkter och n labila jämviktspunkter), visar det sig att fyra jämviktspunkter är det bästa som kan uppnås i två dimensioner.  
Domokos trodde även att skulle gälla i tre dimensioner och tog sig då an att bevisa det. "Det faktum att ingen kunde föreställa sig en kropp i tre dimensioner med bara två jämviktspunkter gjorde att det blev värt att motbevisa dess existens". Efter att Domokos pratat med Vladimir Arnold där Arnold trodde att en sådan figur existerade började han tänka på andra sätt. Det Domokos upptäckte var att en gömböc agerar som en typ av stamcell för geometriska figurer från vilken man kan härleda andra tredimensionella figurer med andra konfigurationer av jämviktspunkter.  